# Alfa Romeo SZ
Alfa Romeo SZ – samochód sportowy klasy kompaktowej produkowany w latach 1989−1993 przez włoską markę Alfa Romeo.

## Historia modeli

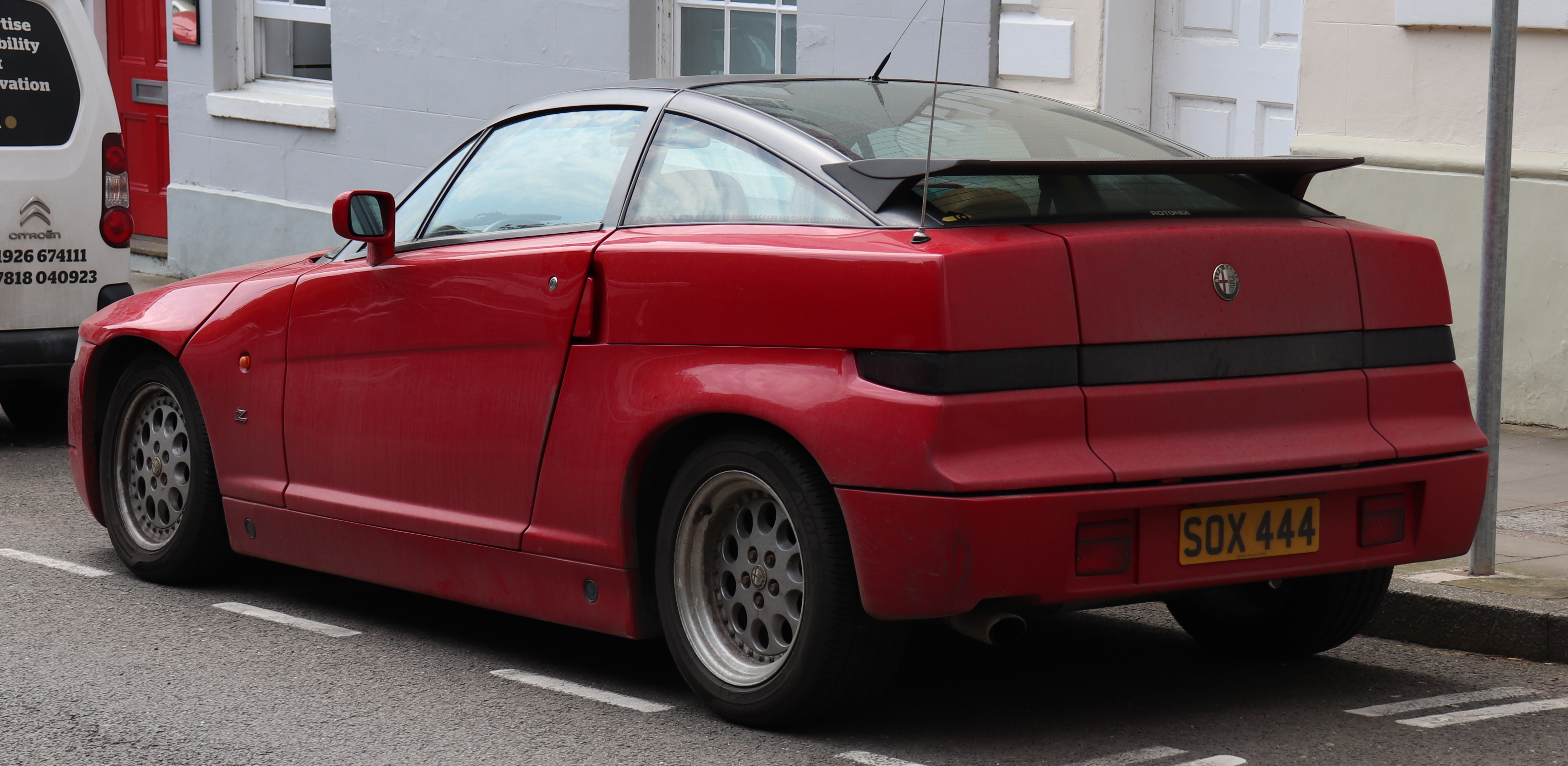
Alfa Romeo SZ – tył

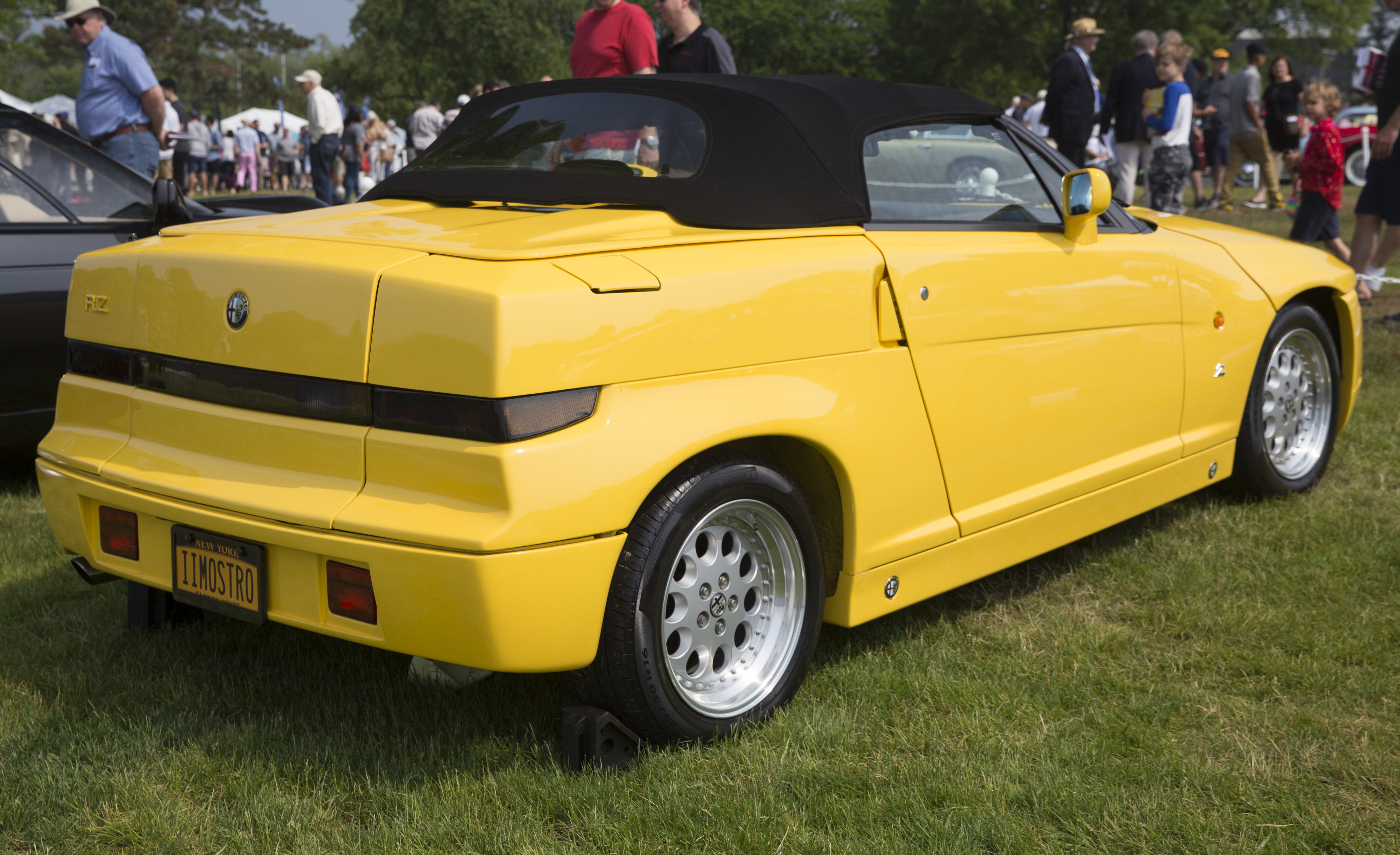
Alfa Romeo RZ – tył

Model SZ, określany również jako ES-30 (Experimental Sportscar 3.0 litre), podobnie jak inne samochody marki Alfa Romeo to wyróżniają się awangardową stylistyką autorstwa Roberta Oprona oraz Antonio Castellany ze studia Centro Stile Fiat, z udziałem studia Zagato. Nazwa wersji coupe, SZ, pochodzi od Sprint Zagato, a roadstera – RZ, od Roadster Zagato,
Samochód jest napędzany silnikiem V6 o pojemności 2959 cm³ i mocy maksymalnej 155 kW (210 KM). Zamontowano w nim również poprzecznie ułożoną skrzynię biegów, w której z myślą o sportowej jeździe skrócono przełożenia. Samochód ma bardzo dobre właściwości jezdne i agresywny wygląd, co wyróżnia go na tle konkurencji.
Wyprodukowano jedynie 1036 sztuk (planowano 1000) Alfy Romeo z nadwoziem coupé i 278 sztuk (planowano 350) kabrioletów. Model SZ dostępny był jedynie w kolorze czerwonym z szarym dachem oraz jasnobrązową skórzaną tapicerką, z wyjątkiem jednego egzemplarza z nadwoziem w kolorze czarnym dla Andrea Zagato. Z kolei model RZ dostępny był w trzech zestawach kolorystycznych: czerwony z czarną skórą w środku, żółty z czarną skórą oraz czarny z czerwoną skórą. Wyjątkami były trzy egzemplarze Alfy w kolorze srebrnym oraz jeden biały perłowy.